# زمین‌کشتی
زمین‌کِشتی، زمین‌کِشت‌ورزی یا کشاورزی با بازسازی زمین (به انگلیسی: Landfarming) یک فرایند تصفیه زباله در محل است که در ناحیه بالایی خاک یا در سلول‌های تصفیه زیستی انجام می‌شود. خاک‌ها، رسوبات یا لجن‌های آلوده به محل زمین‌کشتی منتقل می‌شوند، در سطح خاک مخلوط می‌شوند و به‌طور دوره‌ای برگردانده می‌شوند تا مخلوط هوادهی شود. زمین‌کشتی معمولاً از یک لایه‌گذاری رسی یا کامپوزیت برای رهگیری آلاینده‌های شسته‌شونده و جلوگیری از آلودگی آب‌های زیرزمینی استفاده می‌کند، با این حال، این لایه‌گذاری یک نیازمندی سراسری نیست.

## توانایی کاربرد
این تکنیک سال‌هاست که در مدیریت و دفع برش‌های حفاری، لجن روغنی و دیگر پسماندهای پالایشگاه‌های نفتی به کار می‌رود. تجهیزات به کار رفته در کشاورزی زمین‌کشتی از تجهیزات مورد استفاده در عملیات کشاورزی است. این فعالیت‌های زمین‌کشتی سبب کشت و افزایش تخریب میکروبی ترکیب‌های خطرناک می‌شود. به عنوان یک قاعده کلی، هر چه وزن مولکولی بالاتر باشد (یعنی حلقه‌های بیشتری در یک هیدروکربن آروماتیک چندحلقه ا بیشتر باشد)، سرعت تجزیه کندتر می‌شود. همچنین، هر چه این ترکیب، کلر یا نیترات بیشتری داشته باشد، تجزیه آن دشوارتر است.

## محدودیت‌ها
عواملی که ممکن است کاربرد و اثربخشی فرایند را محدود کنند، عبارتند از:
1. فضای مورد نیاز بزرگ
2. شرایط سودمند برای تخریب زیستی آلاینده‌ها تا حد زیادی کنترل نشده است، که سبب افزایش مدت زمان لازم تا تجزیه کامل می‌شود، به ویژه برای ترکیبات مقاوم.
3. آلاینده‌های معدنی تجزیه زیستی نمی‌شوند
4. پتانسیل مقادیر زیادی از ذرات معلق آزادشده توسط عملیات
5. وجود یون‌های فلزی ممکن است برای میکروب‌ها سمی باشد و ممکن است از خاک آلوده به داخل زمین نفوذ کند.

ترکیبات هیدروکربنی که به آسانی توسط زمین‌کشتی تجزیه نمی‌شوند شامل کرئوزوت، پنتاکلروفنول و نفت مخزن C هستند.